# Venturia saliciperda
Venturia saliciperda är en svampart som beskrevs av Nüesch 1960. Venturia saliciperda ingår i släktet Venturia och familjen Venturiaceae.   Inga underarter finns listade i Catalogue of Life.